# Lino Capolicchio
Lino Capolicchio (Merano, 21 de agosto de 1943 - Roma, 3 de mayo de 2022) fue un actor, guionista y cineasta italiano. Ganó un Premio David de Donatello por su participación en la película de Vittorio de Sica The Garden of the Finzi-Continis (1970).

## Biografía
Inició su carrera en la televisión antes de saltar al cine con un pequeño papel en la cinta de Franco Zeffirelli The Taming of the Shrew en 1967. Durante su carrera apareció en cerca de setenta producciones de cine y televisión. En 1995 escribió y dirigió Pugili, una galardonada película sobre el mundo del boxeo.
Durante tres temporadas aportó la voz de Bo Duke en las transmisiones italianas de The Dukes of Hazzard.

## Filmografía destacada
- 1967: The Taming of the Shrew - Gregory
- 1968: Escalation - Luca Lambertinghi
- 1969: Metti una sera a cena - Rick
- 1969: Il giovane normale - Giordano
- 1969: Vergogna schifosi - Carletto
- 1970: The Garden of the Finzi-Continis - Giorgio
- 1970: Le tue mani sul mio corpo - Andrea
- 1971: Mio padre Monsignore - Carlo Alberto Maggiolino
- 1971: Un apprezzato professionista di sicuro avvenire - Vincenzo Arduni
- 1972: For Love One Dies - Renato
- 1972: Body of Love - Extraño
- 1973: Amore e ginnastica - Simone Censani
- 1974: Last Days of Mussolini - Pierluigi Bellini delle Stelle
- 1974: Di mamma non ce n'è una sola - Marcello
- 1975: The Last Day of School Before Christmas - Erasmo
- 1976: Càlamo - Riccardo
- 1976: Cross Shot - Antonio Blasi
- 1976: The House with Laughing Windows - Stefano
- 1978: The Bloodstained Shadow - Stefano D'Archangelo
- 1979: Le strelle nel fosso - Silvano
- 1980: Lion of the Desert - Captain Bedendo
- 1980: Il mondo degli ultimi
- 1982: Canto d'amore - Giulio
- 1984: The Three of Us - Leopoldo Mozart
- 1988: The Last Minute - Renzo De Carlo
- 1992: Fratelli e sorelle - Aldo
- 1992: Il giardino dei ciliegi - Pietro
- 1993: Fiorile - Luigi
- 1995: Pugili - Escritor y director
- 1996: Traveling Companion - Pepe
- 1997: Porzus - Galvano
- 1999: Il tempo dell'amore - Doctor
- 2001: L'accertamento - Giacomo Toschi
- 2001: An Impossible Crime - Valerio Garau
- 2002: Il diario di Matilde Manzoni - Escritor y director
- 2004: L'eretico - Un gesto di coraggio - Cino da Pistoia
- 2009: Aller-retour - Giuseppe Amato
- 2010: A Second Childhood - Emilio
- 2014: L'altro Adamo
- 2014: Fuori Mira - Carlo Buzzi
- 2018: Respiri - Michele